# Prades-Salars
Prades-Salars là một xã ở tỉnh Aveyron, thuộc vùng Occitanie ở miền nam nước Pháp.